# Swell, Somerset
Swell är en by i civil parish Fivehead, i enhetskommunen Somerset, i grevskapet Somerset, i England. Byn är belägen 14 km från Taunton. Swell var en civil parish fram till 1933 när blev den en del av Fivehead. Civil parish hade 63 invånare år 1931. Byn nämndes i Domedagsboken (Domesday Book) år 1086, och kallades då Sewelle/Sewella.